# Hildi Schmidt Heins
Hildi Schmidt Heins (geb. Heins) (* 5. März 1915 in Halstenbek; † 2011 in Rellingen) war eine deutsche Malerin, Bildhauerin und Fotografin. Neben ihren kraftvollen, abstrakten Öl- und Materialbildern, Zeichnungen und Collagen, gestaltete Hildi Schmidt Heins Plastiken und Reliefs. Ihre Reklametafeln, entworfen für die Stuhr-Kaffeerösterei und die Gartmann-Schokoladenfabrik, wurden 1937 als Standbilder in Hamburger Kinos gezeigt.

## Herkunft und Familie
Hildi Schmidt Heins entstammte der Halstenbeker Baumschuldynastie Heins und war die Tochter des Baumschulers und Amateur-Fotografen Wilhelm Heins (1884–1959), der die Flächen des Familienbetriebs in Halstenbek bereits 1904 fotografierte. Sie war seit 1948 verheiratet mit Günther Schmidt († 2009), von ihren drei Kindern sind namentlich bekannt: Barbara und Gabriele Schmidt Heins. Diese beiden Zwillingstöchter arbeiten als freischaffende Künstlerinnen. Hildi Schmidt Heins lebte in Rellingen.

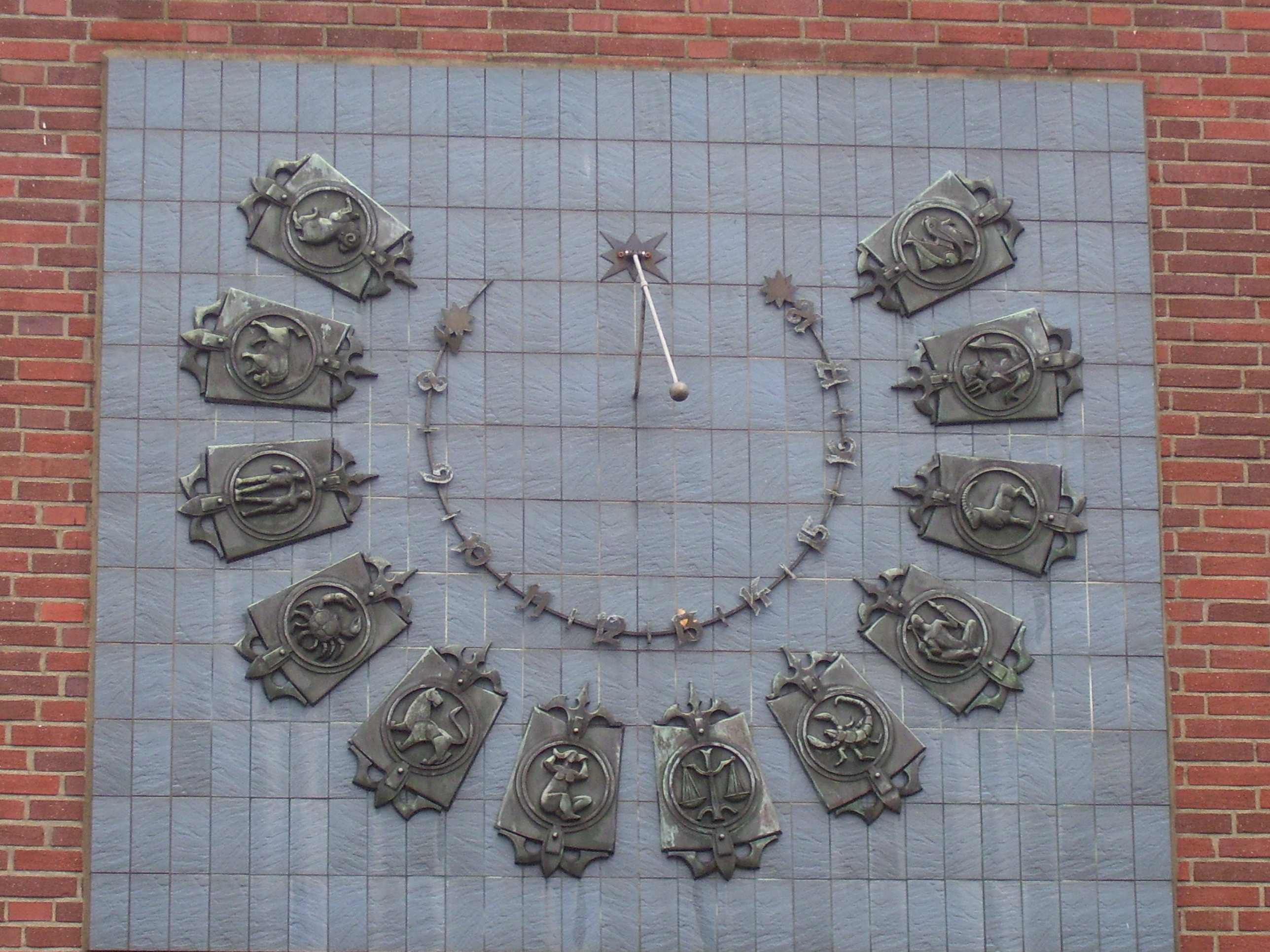
Sonnenuhr der ehemaligen Realschule Halstenbek

## Ausbildung
Hildi Schmidt Heins erlernte in den 1920er Jahren das fotografische Handwerk von ihrem Vater. Viele ihrer Motive befanden sich im Hamburger Hafen.
Sie studierte in den Jahren von 1934 bis 1939 an der Hansischen Hochschule für bildende Künste (heute Hochschule für bildende Künste Hamburg). Sie besuchte ab 1935 die Schriftklasse bei Hugo Meier-Thur (1881–1943), der in der Gestapohaft im KZ Fuhlsbüttel ermordet wurde, sowie später die Klasse von Carl Otto Czeschka (1878–1960), der ab 1907 zunächst Flächenkunst und Malerei sowie später Gebrauchsgrafik lehrte. Zudem belegte Schmidt Heins im Nebenfach Fotografie bei Johannes Grubenbecher (1886–1967) und lernte bei Rudolf Neugebauer (1892–1961), der als künstlerisch freischaffender Lehrer von 1933 bis 1945 am Lerchenfeld wirkte.
In seinen Gestaltungsübungen orientierte sich Meier-Thur an den Form- und Farbexperimenten des Bauhauses und auch Grubenbecher wandte sich zu Beginn der 1930er Jahre den inzwischen popularisierten Gestaltungsmitteln des Neuen Sehens und der Neuen Sachlichkeit zu.
1938 wurde Schmidt Heins aus politischen Gründen (wegen Nichterscheinens zu einem Pflichtappell) von der Schule verwiesen. Sie versuchte daraufhin, für das folgende Semester an die Akademie der bildenden Künste München zum Grafiker Fritz H. Ehmcke zu wechseln, dieser wurde allerdings im gleichen Jahr von den Nationalsozialisten zwangspensioniert.
Schmidt Heins war von 1939 bis 1944 freie Mitarbeiterin im Bereich Foto-Grafik am Reichsstand des Deutschen Handwerks (heute Deutsches Handwerksinstitut) in Berlin tätig und fotografierte in dessen Auftrag unter anderem von 1941 bis 1943 prototypisch Werkstätten in streng neusachlicher Manier.

## Künstlerisches Schaffen
In den Klassen der HFBK entstanden Schmidt Heins erste Studienarbeiten und Werbeaufnahmen, es sind aber auch freie Arbeiten zu Themen wie dem Hamburger Hafen und der Alster sowie Aufnahmen von Reisen nach Teneriffa, Marokko und Italien erhalten.
Hildi Schmidt Heins verband im Rahmen der popularisierten Gestaltungsmittel des „Neuen Sehens“ und der „Neuen Sachlichkeit“ typografische Entwürfe immer öfter mit eigenen Fotografien und gestaltete Anzeigen für Scherk Gesichtswasser (Berlin), die Stuhr Kaffee-Rösterei (Hamburg) oder die Gartmann-Schokoladenfabrik (Hamburg). Die mit Tempera-Schriftzügen versehenen Silbergelatineabzüge verbinden Typographie und Produktfotografie in einer gemeinsamen Bildsprache. Diese Auftragsarbeiten, die ihr zum Teil schon zu Studienzeiten von Grubenbecher vermittelt wurden, waren um 1937 als Standbilder in Hamburger Kinos zu sehen. Durch die Standbilder der geöffneten Verpackungen wurde dem potentiellen Kunden in einem Bild zugleich das Lebensmittelprodukt und die im Laden wiedererkennbare Aufmachung vorgeführt.
In Travemünde lichtete Hildi Schmidt Heins ein befreundetes Paar ab. Mann und Frau sonnen sich Wange an Wange mit entgegengesetzt liegenden Köpfen. Das Bild ist ein Indiz für die keimende Gleichberechtigung der Geschlechter, weil jede Hierarchie fehle, so die Kuratorin Gabriele Betancourt Nuñez. Gleichzeitig weist sie darauf hin, dass auch diese Aufnahme wegen ihres symmetrischen Bildaufbaus wiederum dem Neuen Sehen verpflichtet war.
In der Nachkriegszeit gab Schmidt Heins die Fotografie zugunsten der Malerei auf. Erst nach der Geburt und Erziehung ihrer Kinder konnte sie sich seit 1955 wieder verstärkt der Malerei zuwenden.
Nach dem Besuch von Abendkursen für Malerei bei Ivo Hauptmann an der Kunsthochschule in Hamburg arbeitete sie freischaffend. In der Zeit von 1965 bis 1975 entstanden Reliefs in Bronze und Keramik als Kunst-am-Bau-Aufträge für fünf Grund- und Hauptschulen in Schleswig-Holstein, so schuf sie unter anderem 1969 gemeinsam mit dem Metall- und Steinbildhauer Ernst Hanssen eine Sonnenuhr in Kupfer-/Bronzeguss an einer Schule in Halstenbek. Nach dem Abriss der Schule 2013 wurde die gerettete Sonnenuhr im Mai 2018 am Halstenbeker Rathaus neu installiert.
Darüber hinaus entstanden kraftvolle, abstrakte Öl- und Materialbilder, Zeichnungen und Collagen.

## Arbeitsweise
Schmidt Heins verfolgte schon früh die Kombination aus Fotografie und Grafik, auch in ihrer Argumentation vor ihren Dozenten an der HFBK. Das kam besonders bei ihrem geplanten Klassenwechsel zum Ausdruck. Die Studentin wollte gleichzeitig in ihrer Fotografieklasse bleiben und dazu bei Carl Otto Czeschka Grafik studieren. Als dieser eine Entscheidung für eine der Gestaltungsformen verlangte, bekam er zur Antwort: „Das gehört für mich zusammen.“ Beide Medien gingen in den zwanziger Jahren eine spezifische Verbindung ein. Die Fotografie des Neuen Sehens maß der Gestaltung der Bildfläche eine wesentliche Bedeutung zu und emanzipierte sich somit endgültig als Kunst.
Auch ihr Vater, der ihr das fotografische Handwerk nahebrachte, hatte einen entscheidenden Einfluss auf das künstlerische Werk von Hildi Schmidt Heins. 1935 bekam sie von ihm eine Leica geschenkt. Der technikbegeisterte Unternehmer Wilhelm Heins (1884–1959) pflegte damals anspruchsvolle Liebhaberei und hinterließ als Amateurfotograf ein Werk, das sich stilistisch in die Epoche der Kunstfotografie um 1900 einreiht.

## Ausstellungen
Schmidt Heins Werke waren in der langen Schaffensphase besonders in Form von Werbefotografien sichtbar. Zu Lebzeiten fanden noch zwei Ausstellungen statt, die erste 2004 im Museum für Kunst und Gewerbe Hamburg. Die 1949 geborenen Zwillingsschwestern Barbara und Gabriele Schmidt Heins, die nach einem Studium am Lerchenfeld in der nächsten Generation als freischaffende Künstlerinnen wirkten, thematisierten in der Ausstellung „Heins ▪ Schmidt Heins – Drei Generationen Fotografie“ die eigene Geschichte mit aktuellem Bezug zur Gegenwart. Die zweite Ausstellung im Jahr 2010 zeigte ihre Arbeiten in „Eine Frage der Zeit. Vier Fotografinnen im Hamburg der Zwanziger Jahre“. Posthum kommen Schmidt Heins Werke in den Gruppenausstellungen der 6. Phototriennale 2015 und 2023 in der Ausstellung Wiki Women – Wissen gemeinsam ergänzen vor.
- Heins ▪ Schmidt Heins – Drei Generationen Fotografie, Museum für Kunst und Gewerbe Hamburg 2004
- Eine Frage der Zeit. Vier Fotografinnen im Hamburg der Zwanziger Jahre, Museum für Kunst und Gewerbe Hamburg, 2010
- When we share more than ever (6. Phototriennale), Museum für Kunst und Gewerbe Hamburg, 2015, When We Share More Than Ever | MK&G[24]
- Wiki Women – Wissen gemeinsam ergänzen, Museum für Kunst und Gewerbe Hamburg, 2023[25]

## Sammlung und Nachlass
Die Sammlung des Museum für Kunst und Gewerbe Hamburg enthält 88 Fotografien und Grafiken der Künstlerin, eine Schenkung aus dem Jahr 2004.

## Schriften (Auswahl)
- Werke 20er bis 90er Jahre: die eigene Geschichte. Hamburg: Baumland, 2003.